# Hyposmocoma nebulifera
Hyposmocoma nebulifera — вид моли эндемичного гавайского рода Hyposmocoma.

## Распространение
Встречается на острове Оаху в горах рядом с Гонолулу на высоте 700 м над уровнем моря. 